# Bengt Jonasson
Bengt Jonasson ist ein schwedischer Poolbillardspieler. Er ist zweifacher Europameister.

## Karriere
Bei der EM 1980 wurde Jonasson durch einen Finalsieg gegen seinen Landsmann Sven Olaf Olsson 8-Ball-Europameister. Ein Jahr später gewann er lediglich die Bronze-Medaille, Olsson hingegen wurde Europameister. 1982 gewann Jonasson das Finale gegen Björn Jonsson, 1983 verlor er gegen Olsson.
1993 gewann Jonasson seine ersten Euro-Tour-Medaillen. Nachdem er im Finale der Sweden Open seinem Landsmann Bengt Pedersen unterlag, schied er bei den Hungarian Open im Halbfinale aus. 1994 gewann er bei den Austrian Open die Bronze-Medaille. Im gleichen Jahr erreichte er im 9-Ball zudem letztmals das Finale einer EM, verlor dieses jedoch gegen den Deutschen Oliver Ortmann, der damit seinen Titel aus dem Vorjahr erfolgreich verteidigen konnte.